# René Alberts
René Alberts (Nieuw-Buinen, 10 februari 1972) is een Nederlands voormalig professioneel voetballer die als middenvelder uitkwam voor BV Veendam.

## Clubcarrière
Alberts sloot zich in 1987 aan bij de jeugdopleiding van BV Veendam, nadat hij zich geprofileerd had in de jeugd van VV Nieuw Buinen uit zijn geboorteplaats. Drie jaar later debuteerde de rechtermiddenvelder in het eerste elftal van Veendam. In 1991 was hij nog een tijdje verhuurd aan FC Groningen, maar daar wist hij geen plaats te veroveren. In 1997 werd zijn verbintenis niet verlengd. Ondanks zijn lange staat van dienst – hij speelde meer dan tweehonderd officiële duels voor de club – kreeg hij geen officieel afscheid, zoals Egbert Darwinkel, Gerard Wiekens en Arkadiusz Radomski die wel kregen voor de laatste competitiewedstrijd. Dit kwam door een communicatiefout van zijn zaakwaarnemer. Na zijn afscheid bij Veendam keerde hij terug naar VV Nieuw Buinen.

## Statistieken
| Seizoen | Club         | Competitie     | Competitie | Competitie | Beker | Beker | Internationaal | Internationaal | Totaal | Totaal |
| Seizoen | Club         | Competitie     | Wed.       | Dlp.       | Wed.  | Dlp.  | Wed.           | Dlp.           | Wed.   | Dlp.   |
| ------- | ------------ | -------------- | ---------- | ---------- | ----- | ----- | -------------- | -------------- | ------ | ------ |
| 1989/90 | BV Veendam   | Eerste divisie | 9          | 0          | 0     | 0     | —              | —              | 9      | 0      |
| 1990/91 | BV Veendam   | Eerste divisie | 29         | 4          | 1     | 0     | —              | —              | 30     | 4      |
| 1991/92 | FC Groningen | Eredivisie     | 0          | 0          | 0     | 0     | —              | —              | 0      | 0      |
| 1991/92 | BV Veendam   | Eerste divisie | 8          | 0          | 0     | 0     | —              | —              | 8      | 0      |
| 1992/93 | BV Veendam   | Eerste divisie | 28         | 1          | 1     | 0     | —              | —              | 29     | 1      |
| 1993/94 | BV Veendam   | Eerste divisie | 33         | 5          | 1     | 0     | —              | —              | 34     | 5      |
| 1994/95 | BV Veendam   | Eerste divisie | 29         | 8          | 3     | 1     | —              | —              | 32     | 9      |
| 1995/96 | BV Veendam   | Eerste divisie | 24         | 2          | 2     | 1     | —              | —              | 26     | 3      |
| 1996/97 | BV Veendam   | Eerste divisie | 30         | 2          | 4     | 0     | —              | —              | 34     | 2      |
| Totaal  | Totaal       | Totaal         | 190        | 22         | 12    | 2     | 0              | 0              | 202    | 24     |